# Sillago caudicula
Sillago caudicula är en fiskart som beskrevs av Kaga, Imamura och Nakaya 2010. Sillago caudicula ingår i släktet Sillago och familjen Sillaginidae. Inga underarter finns listade i Catalogue of Life.